# USA:s Grand Prix West 1983
USA:s Grand Prix West 1983 var det andra av 15 lopp ingående i formel 1-VM 1983. Detta var det sista i raden av USA:s Grand Prix West.

## Rapport
I detta lopp vann McLaren-föraren John Watson efter att ha startat från den tjugoandra startrutan, vilket är ett rekord inom modern grand prix-racing. 

## Resultat
1. John Watson, McLaren-Ford, 9 poäng
2. Niki Lauda, McLaren-Ford, 6
3. René Arnoux, Ferrari, 4
4. Jacques Laffite, Williams-Ford, 3
5. Marc Surer, Arrows-Ford, 2
6. Johnny Cecotto, Theodore-Ford, 1
7. Raul Boesel, Ligier-Ford
8. Danny Sullivan, Tyrrell-Ford
9. Michele Alboreto, Tyrrell-Ford
10. Riccardo Patrese, Brabham-BMW (varv 72, fördelare)
11. Alain Prost, Renault
12. Nigel Mansell, Lotus-Ford
13. Eddie Cheever, Renault (67, växellåda)

### Förare som bröt loppet
- Alan Jones, Arrows-Ford (varv 58, illamående)
- Nelson Piquet, Brabham-BMW (51, gasspjäll)
- Andrea de Cesaris, Alfa Romeo (48, växellåda)
- Elio de Angelis, Lotus-Renault (29, hantering)
- Roberto Guerrero, Theodore-Ford (27, växellåda)
- Jean-Pierre Jarier, Ligier-Ford (26, kollision)
- Bruno Giacomelli, Toleman-Hart (26, batteri)
- Mauro Baldi, Alfa Romeo (26, snurrade av)
- Patrick Tambay, Ferrari (25, kollision)
- Keke Rosberg, Williams-Ford (25, kollision)
- Eliseo Salazar, RAM-Ford (25, växellåda)
- Derek Warwick, Toleman-Hart (11, snurrade av)
- Manfred Winkelhock, ATS-BMW (3, snurrade av)

### Förare som ej kvalificerade sig
- Corrado Fabi, Osella-Ford
- Piercarlo Ghinzani, Osella-Ford